# Víctor Etxeberria
Víctor Etxeberria Carrasco (Estella-Lizarra, 24 de marzo de 1993) es un ciclista español.
En 2011 se proclamó campeón de España junior en Béjar (Salamanca). Debutó como profesional en 2014 con el equipo Euskadi. En 2015 ganó la 1.ª etapa y la general de la Vuelta a Palencia, manteniendo el maillot amarillo desde el primer día hasta el último. Para la temporada 2016 fichó por el conjunto Radio Popular-Boavista. En 2018 se recalificó como amateur volviendo al equipo Caja Rural-Seguros RGA amateur donde ya militó anteriormente. Fue campeón de Euskal Herria élite en 2018 y 2019. Este último año también ganó el Torneo Euskaldun y consiguió la victoria de una etapa y la general final de la Vuelta a Ávila.

## Palmarés
- No ha conseguido victorias como profesional.

## Equipos
- Euskadi (01.08.2013-2014)
- Caja Rural-Seguros RGA amateur (2015)
- Rádio Popular ONDA Boavista (2016-2017)
- Caja Rural-Seguros RGA amateur (2018)
- Telco.m-Ederlan-Osés Const (2019)
- Vigo-Rías Baixas (2020)
- Super Froiz (2021)